# Gobernación de Halabja
Halabja (en kurdo: Parêzgay Helebce پارێزگای ھەڵەبجە, en árabe: محافظة حلبجة‎ Muḥāfaẓat Ḥalabǧa) es una gobernación en la región autónoma de Kurdistán iraquí. Fue establecida en 2014, separándose de la gobernación de Solimania y convirtiéndose en la sexta gobernación en el norte de Irak. Su capital es la ciudad de Halabja.